# Kalamazoo College
Kalamazoo College es una universidad privada de artes liberales situada en Kalamazoo, Míchigan (Estados Unidos). Ubicada entre Chicago y Detroit, es una de las universidades más antiguas de los Estados Unidos. Fue fundada en 1833 como The Michigan and Huron Institute en el Territorio del Noroeste de Los Estados Unidos antes de la formación del estado de Míchigan.
Hoy Kalamazoo College tiene una población estudiantil de alrededor de 1.500 estudiantes y es bien reconocida por su programa académico. El ganador del Premio Nobel de Economía de 2013, Robert J. Shiller, es un exalumno de Kalamazoo College.

## Historia

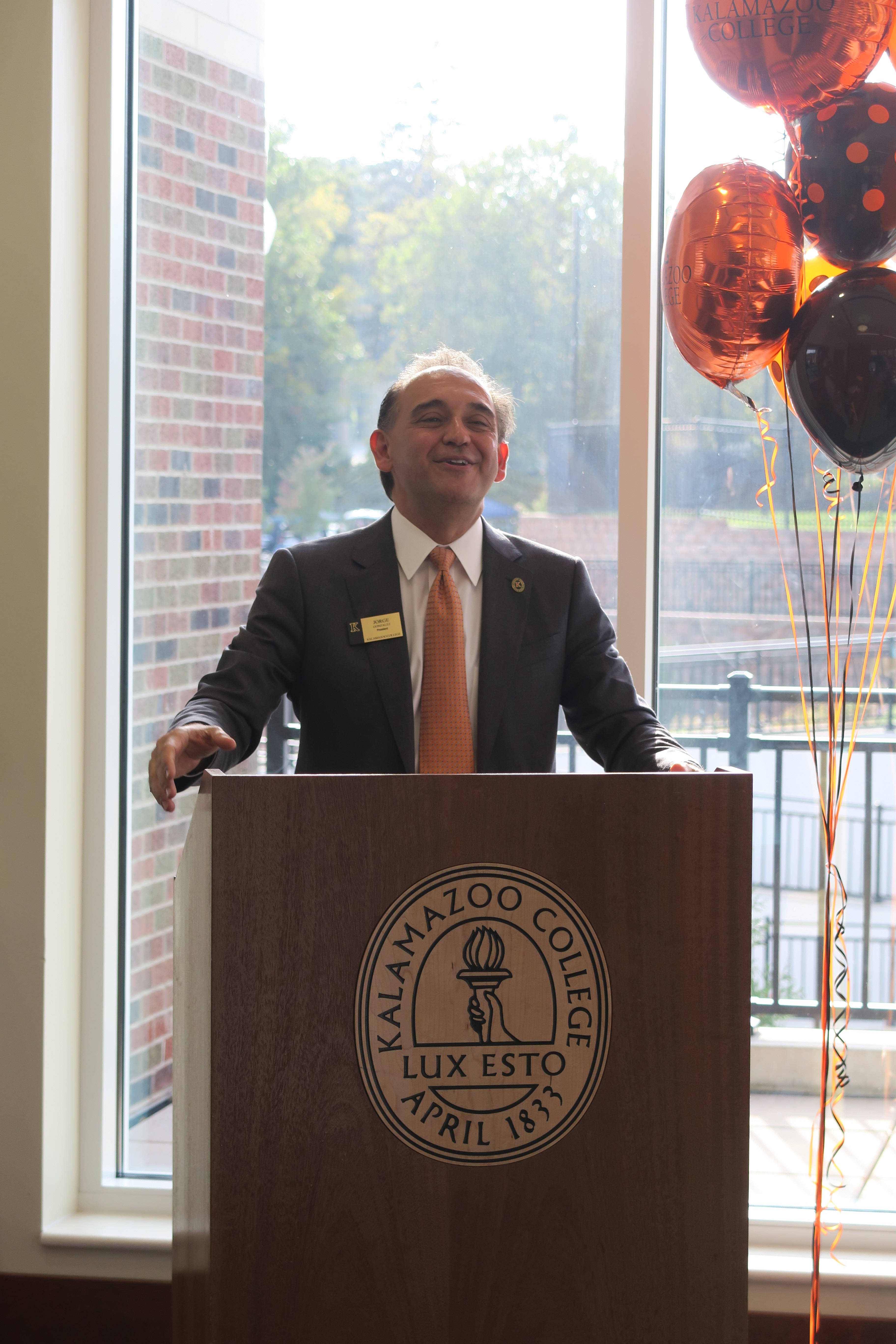
Dr. Jorge G. González, el decimoctavo presidente de Kalamazoo College

Kalamazoo College fue fundada por el pastor bautista Thomas W. Merrill y el juez Caleb Eldred el 22 de abril de 1833 como The Michigan and Huron Institute. La universidad adoptó el nombre Kalamazoo Literary Institute que se cambió en 1855 a Kalamazoo College, su nombre actual. Desde sus comienzos Kalamazoo College era una universidad que le abrió sus puertas a todo el mundo, sin distinción de raza, religión o género. El primer afroamericano, Rufus Lewis Perry, un ex esclavo, se graduó de la universidad en 1861. La primera mujer, Catherine V. Eldred, nieta del juez Caleb Eldred, se graduó de la universidad en 1870.
Kalamazoo College tiene una larga historia de liderazgo en las áreas de justicia social y responsabilidad ambiental. Durante mediados de los años 1800 Frederick Douglass, Sojourner Truth, y Ralph Waldo Emerson visitaron el campus de Kalamazoo College y pasaron tiempo con los estudiantes y los profesores. Esa tradición continúa hoy con la inauguración del Arcus Center for Social Justice Leadership en 2009.
También Kalamazoo College se destacó en el área de las ciencias. En 1947, en un informe preparado para el presidente de Los Estados Unidos, Harry S. Truman, Kalamazoo College fue reconocida como una de las universidades más importantes en la preparación de los estudiantes para programas de doctorado en las ciencias (Kalamazoo College alcanzó el cuarto lugar en el país). Hoy Kalamazoo College continúa siendo reconocida por su éxito en la preparación de sus estudiantes para programas de doctorado.
En 1954 el Dr. Weimer K. Hicks asumió la presidencia de Kalamazoo College y ocupó el cargo de presidente hasta 1971. Durante la presidencia del Dr. Hicks la universidad creció de 500 a 1.350 estudiantes. En  1961 la universidad lanzó el “K-Plan”, un programa académico innovador que le ofrecía a todos los estudiantes la oportunidad de estudiar fuera de Los Estados Unidos por tres meses, seis, o más.
En 2004 la Dra. Eileen Wilson-Oyelaran fue nombrada presidenta de Kalamazoo College. Bajo el liderazgo de la Dra. Wilson-Oyelaran la población estudiantil creció a aproximadamente 1.500 estudiantes. El 25 de septiembre de 2013 la presidenta anunció una campaña para recaudar 125 millones de dólares para  la universidad. En septiembre de 2015 se anunció que la campaña había superado su meta con la recaudación de 129 millones de dólares.
En 2016 la Dra. Eileen Wilson-Oyelaran se jubiló como presidenta de Kalamazoo College. El primero de julio de 2016 el Dr. Jorge G. González se convirtió en el decimoctavo presidente de la universidad. El Dr. González  creció en Monterrey, México, y obtuvo su Licenciatura en Artes (con especialidad en Economía) del Instituto Tecnológico y de Estudios Superiores de Monterrey (ITESM). Obtuvo su Maestría y Doctorado en Economía de la Universidad Estatal de Míchigan.

## Alumnos destacados

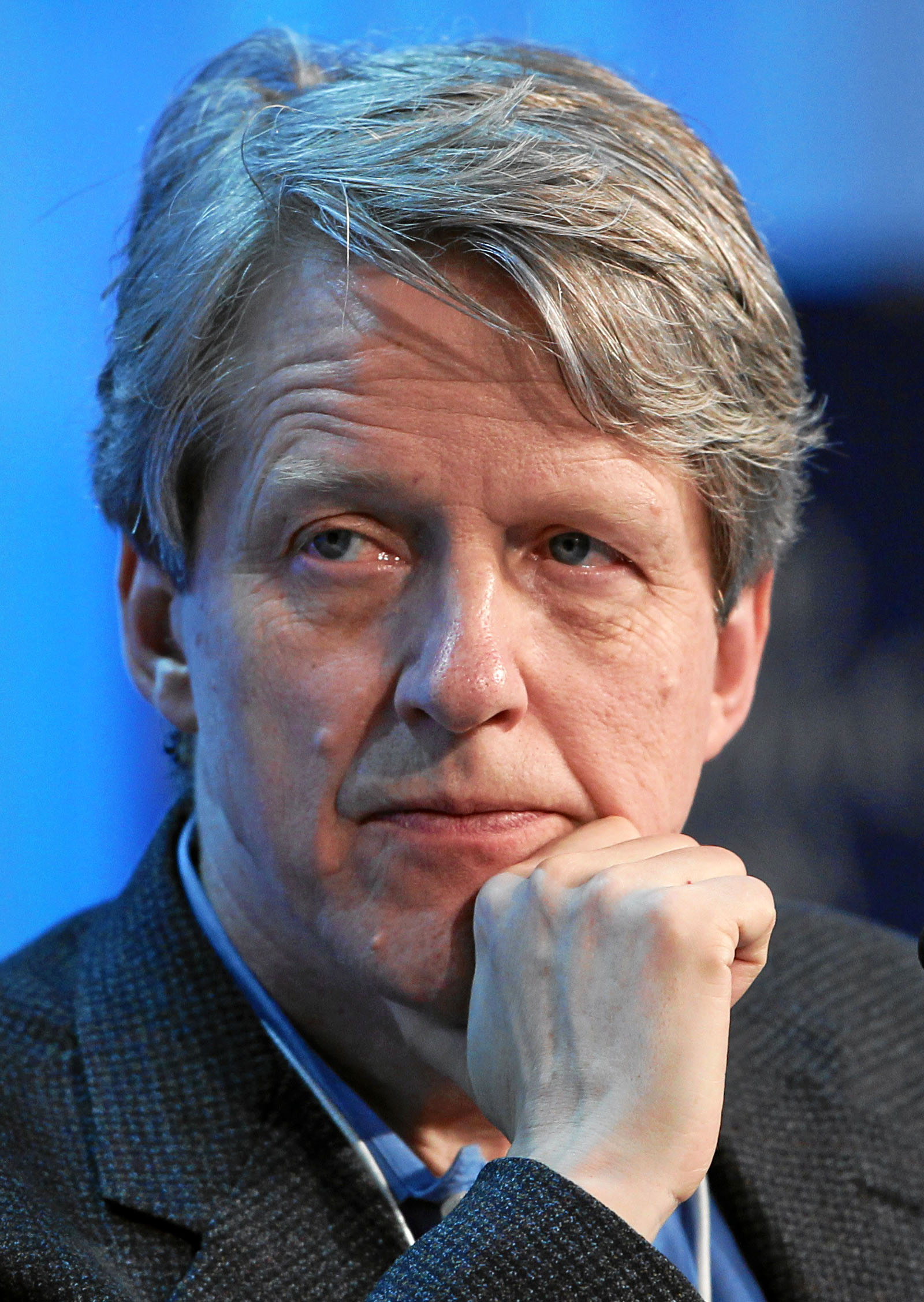
Robert J. Shiller - Alumno de Kalamazoo College y ganador del Premio Nobel

- Selma Blair – actriz estadounidense
- Teju Cole - escritor
- Harry Garland – pionero en computación
- Kafū Nagai – autor japonés
- John E. Sarno – profesor de medicina
- Robert J. Shiller – ganador del Premio Nobel de Economía
- Ty Warner – fundador de Ty Inc.
- Steven Yeun – actor surcoreano